# 온양시

온양시의 기

온양시(溫陽市)는 충청남도에 있던 시였다. 원래 조선시대에도 온양군이란 지명이 있었기 때문에 온양과 아산은 꽤 오랫동안 별개의 지역이었음을 알 수 있다. 1986년 1월에 아산군 온양읍을 온양시로 승격하면서 아산군에서 분리되었으며, 1995년 1월에 아산군과 통합하여 도농복합시인 아산시로 개편되면서 폐지되었다. 온양온천으로 유명했으며, 현재는 아산시의 행정동(온양1~6동)으로 명맥을 이어오고 있다.

## 역사
- 1986년 1월 1일 아산군 온양읍을 온양시로 승격, 분리하였다.[1]
- 1995년 1월 1일 아산군과 온양시를 통합, 아산시로 개편하였다.[2]